# His Majesty’s Theatre
His Majesty’s Theatre (w dosłownym tłumaczeniu: Teatr Jego Wysokości) – teatr na West Endzie w Londynie, założony w tym miejscu w 1705, a w obecnym budynku funkcjonujący od 1897. Potocznie często nazywany King’s Theatre.

## Nazwa teatru
Obiekt posiada dwa warianty nazewnicze, w zależności od monarchy zasiadającego na tronie:
- Her Majesty’s Theatre/Queen’s Theatre (1705–1714 rządy Anny Stuart, 1837–1901 Wiktorii, 1952-2023 Elżbiety II)
- His Majesty’s Theatre/King’s Theatre (1714–1837, 1901–1952, od 2023).

Od koronacji Karola III w maju 2023, teatr nosi nazwę His Majesty's Theatre.

## XVIII i XIX w.
Założycielem teatru, początkowo nazywającego się Queen’s Theatre, był architekt i dramaturg John Vanbrugh. Ze względu na istniejące wówczas ograniczenia prawne w wystawianiu sztuk dramatycznych, skupił się na repertuarze operowym. W latach 1711–1739 miały tu miejsce prapremiery ponad 25 oper autorstwa Georga Friedricha Händla. Na początku XIX w. teatr stał się siedzibą Opery Królewskiej (przeniesionej potem do Covent Garden), która wystawiała tu m.in. dzieła Mozarta, Wagnera, Bizeta czy Rossiniego.

## Nowy budynek
Po oddaniu do użytku nowego budynku zaprojektowanego przez Charlesa Phippsa, co miało miejsce w 1897 roku, teatr stał się znany głównie z operetek, a później musicali. Od 2000 właścicielem teatru jest kompozytor Andrew Lloyd Webber (za pośrednictwem swojej firmy Really Useful Group). Formalnie należy do niego sam budynek, grunt pod nim stanowi własność królewską i jest dzierżawiony. Webber od światowej prapremiery 9 października 1986 aż do dziś nieprzerwanie wystawia tu swój musical Upiór w operze. Wiktoriański przepych budynku znakomicie pasuje do akcji przedstawienia, rozgrywającej się we francuskiej operze.